# 15cm sFH 13

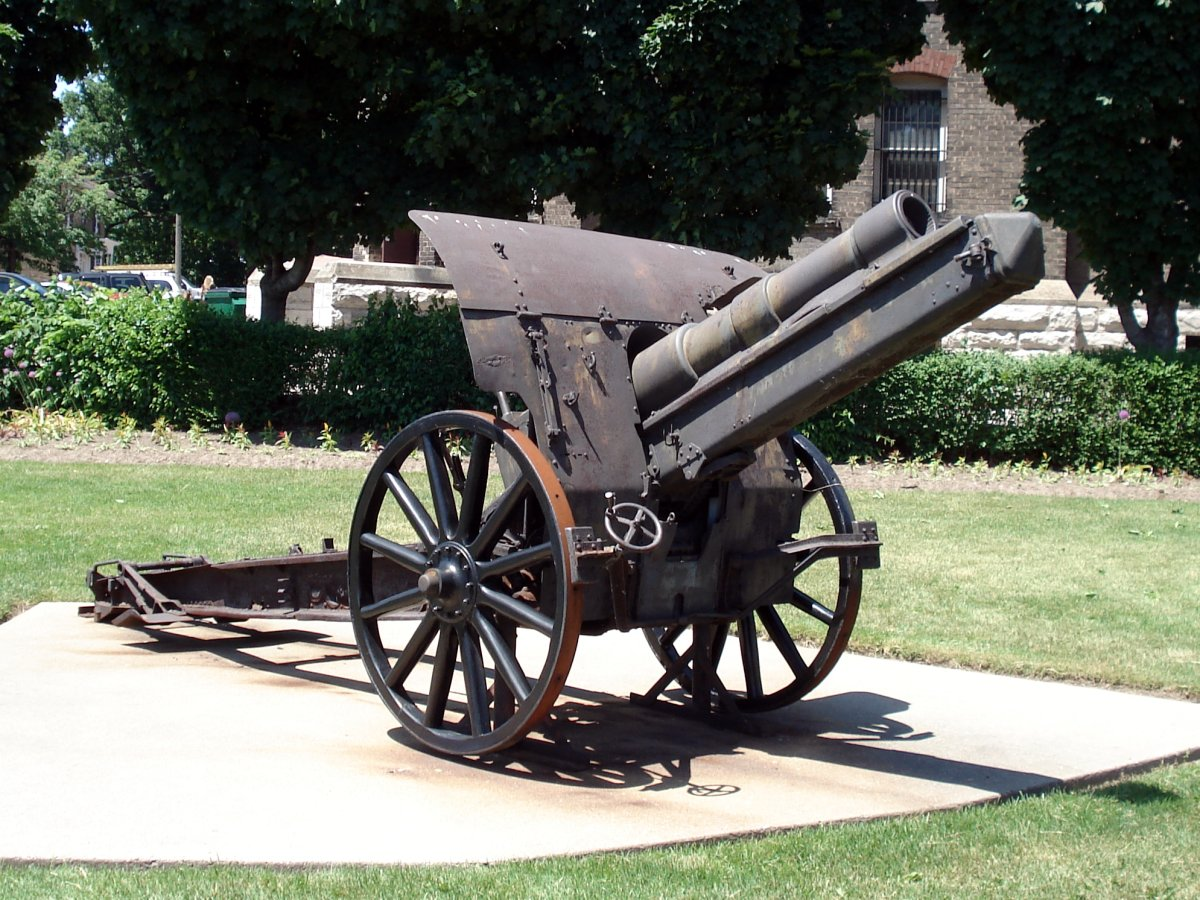
15 cm sFH 13 Kulz

15 cm sFH 13（15 cm schwere Feldhaubitze 13）とは、1913年にドイツ帝国が制式採用した重野戦榴弾砲である。オリジナルのKulz. sFH 13は砲身長が14口径であったが後には砲身長を17口径に延長したlg. sFH 13の量産が開始され、戦時量産向けに構造を簡略化した lg. sFH13/02が製造されている。 

## 概要
sFH 13は戦時中にオスマン帝国へ売却されたほか、第一次世界大戦終結後にベルギーが一部を戦争賠償として接収し、オランダが購入している。
ベルギーとオランダが導入したsFH 13は1940年の西方電撃戦においてドイツが再び接収し、それぞれに15 cm sFH 409(b)と15 cm sFH 406(h)の制式番号を与え、主に訓練用や第二線級部隊に配備された。
さらに、フランスで鹵獲したロレーヌ 37L装甲輸送車の車体にsFH 13を搭載させたロレーヌ150mm自走砲も製作され、ドイツアフリカ軍団に配備されている。

## スペック

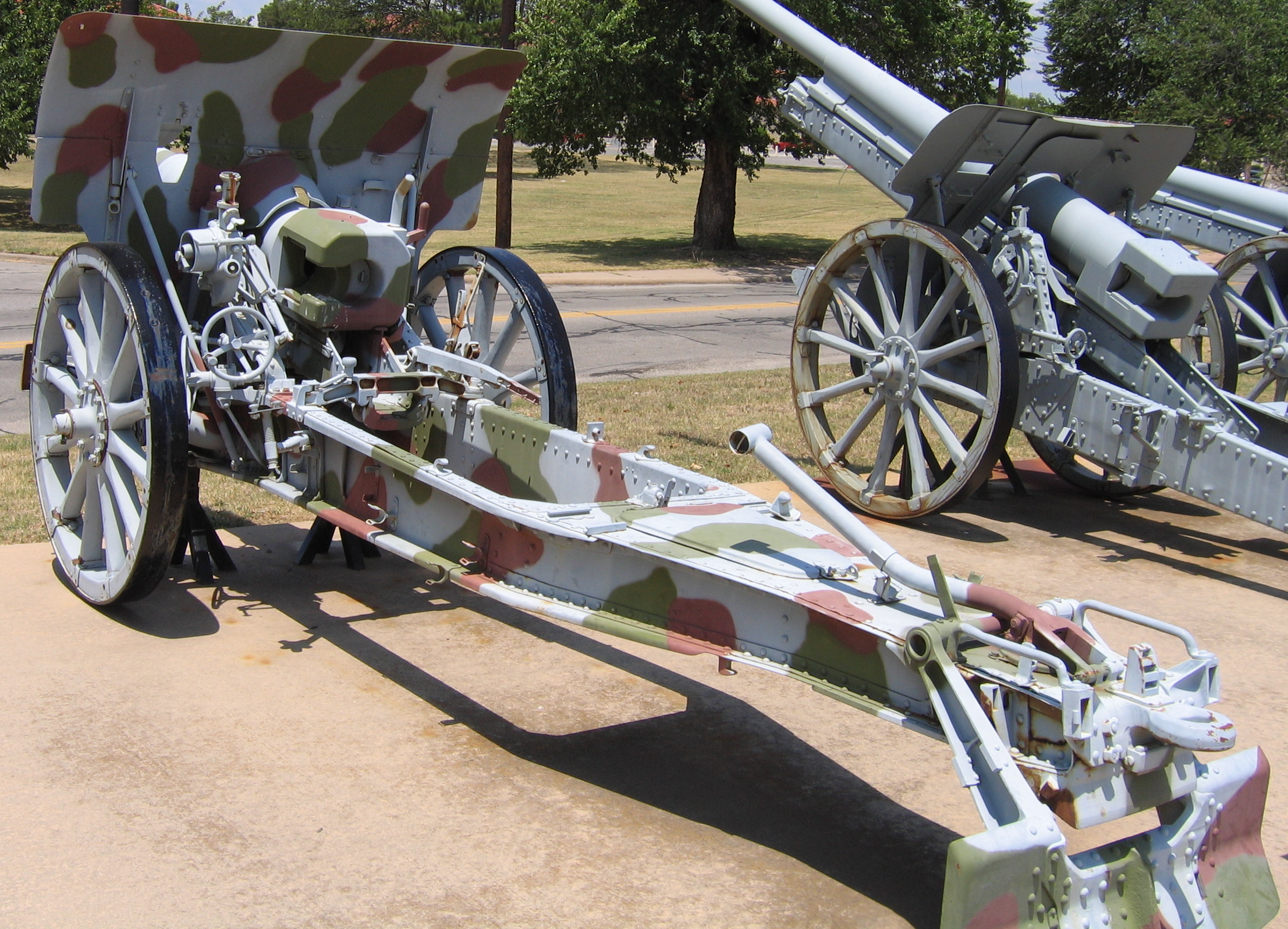
15 cm sFH 13 lg

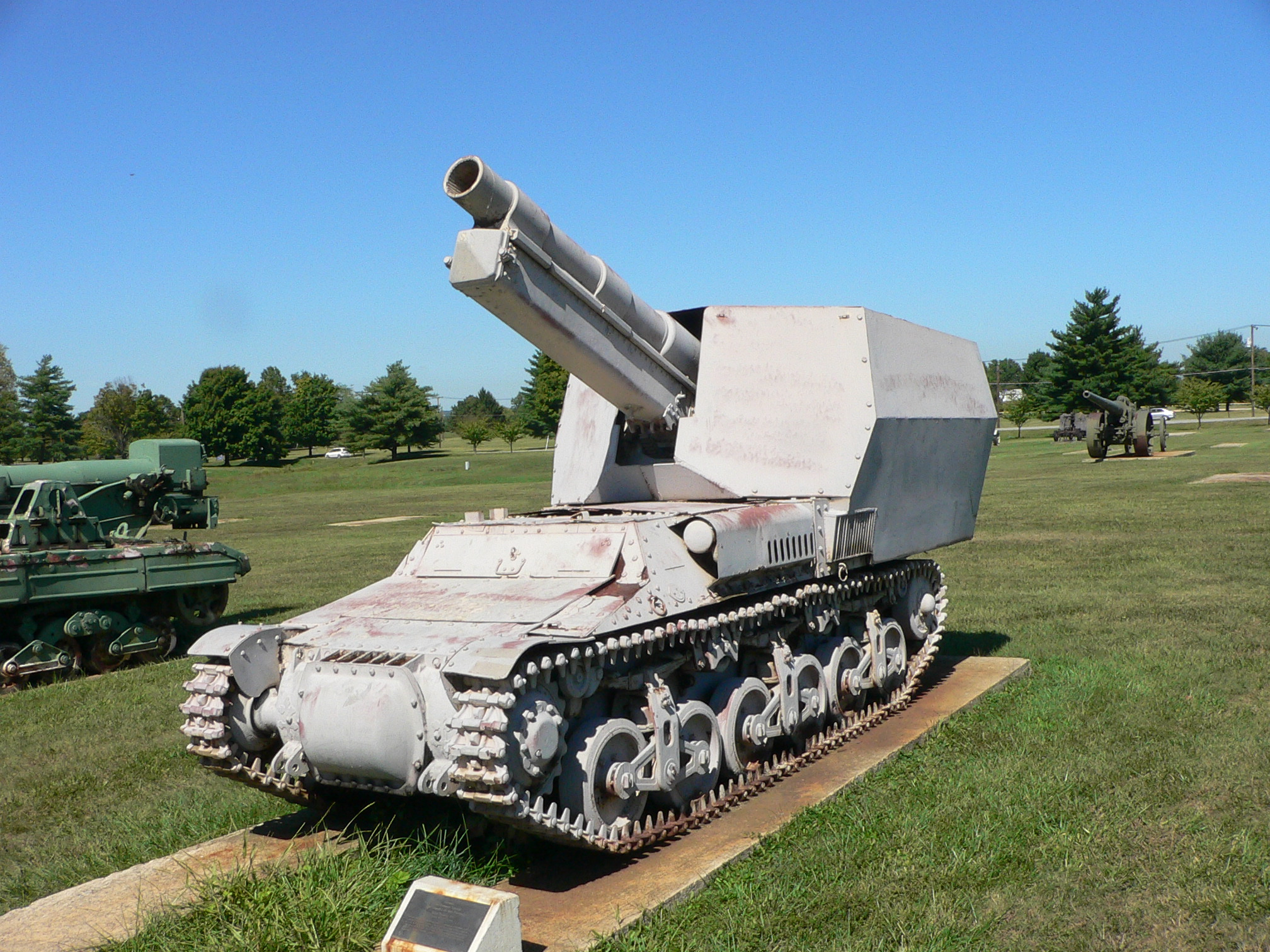
ロレーヌ150mm自走榴弾砲

- 口径：150mm
- 全長：2.54m
- 全幅：m
- 重量：2,250kg
- 砲身長：2,096mm（14口径）
- 仰俯角：-4°~+45°
- 左右旋回角：9°
- 運用要員：名
- 発射速度：3発/分（最大）
- 射程：8,600m
- 生産期間：1913年~1918年
- 生産総数：3,409門以上